# Salvatore Totino
Salvatore Totino (* 2. November 1964 in New York City) ist ein amerikanischer Kameramann.

## Leben
Totino ist Sohn italienischer Einwanderer. Er nahm ein Studium am New York Institute of Technology auf, brach dieses aber nach einigen Jahren ab. Seit Ende der 1980er Jahre war er als Kameraassistent tätig. Zuvor war er in der Werbeindustrie tätig. In den 1990er Jahren war er als Kameramann an mehreren Musikvideos beteiligt. Der im Jahr 1999 erschienene Film An jedem verdammten Sonntag bedeutete sein Debüt als eigenständiger Kameramann im Filmbereich. Seit The Missing (2003) ist er regelmäßig an Produktionen des Regisseurs Ron Howard beteiligt. Totino ist Mitglied der American Society of Cinematographers.

## Filmografie (Auswahl)
- 1999: An jedem verdammten Sonntag (Any Given Sunday)
- 2002: Spurwechsel (Changing Lanes)
- 2003: The Missing
- 2005: Das Comeback (Cinderella Man)
- 2006: The Da Vinci Code – Sakrileg (The Da Vinci Code)
- 2008: Frost/Nixon
- 2009: Illuminati (Angels and Demons)
- 2011: Dickste Freunde (The Dilemma)
- 2012: Zeit zu leben (People Like Us)
- 2013: Made in America (Dokumentarfilm)
- 2015: Everest
- 2015: Erschütternde Wahrheit (Concussion)
- 2016: Inferno
- 2017: Spider-Man: Homecoming
- 2018: Bird Box – Schließe deine Augen (Bird Box)
- 2020: The Postcard Killings
- 2020: The Tax Collector
- 2021: Space Jam: A New Legacy
- 2022: The Offer (Miniserie, 6 Episoden)
- 2023: 65
- 2023: Ghosted
- 2024: Unaufhaltsam (Unstoppable)